# 許寶恆
許寶恆（英語：Alice Hui Po Hang，1999年8月6日—），香港女藝人，《全民造星IV》參賽者，現為MakerVille旗下合約女藝員。

## 簡歷
許寶恆於2021年參加ViuTV《全民造星IV》並取得第13名，編號為95號 （页面存档备份，存于） 。2022年1月12日，於Instagram公佈正式成為ViuTV合約女藝員，並隨即獲安排主持節目，其中於《MM730 - 男女自然觀察學會》一節目中與同為《全民造星IV》參賽者的楊安妮及何洛瑤一同擔任主持。

## 軼事
官方粉絲名稱為「白兔糖」。

## 演出作品

### 電視節目（ViuTV）
- 2021年：《全民造星IV》參賽者
- 2022年：《MM730－男女自然觀察學會》主持
- 2022年：《Art Like 大本營》主持
- 2022年：《戀愛Staycation》主持
- 2022年：《超識玩》主持
- 2023年：《豆釘遊學團》主持
- 2023年：《P1X3L 5G上台計劃》主持
- 2023年：《馬友旅遊部》主持
- 2024年：《P1X3L 5G 八星賀歲》主持
- 2024年：《姑媽突變神隱少女》主持
- 2024年：《課後遊樂場》主持
- 2024年：《P1X3L 5G 上位計劃》主持
- 2025年：《佛系迎新小隊》主持
- 2025年：《偽鐵膠遊九州》主持

### 電視劇（ViuTV）
- 2022年：《季前賽》 客串
- 2023年：《和解在後》 飾 姚小姐
- 2023年：《Food Buddies》 飾 Bianca
- 2023年：《冰上火花》 飾 Stephanie
- 2024年：《飛黃騰達》 飾 周慧
- 2024年：《出租大叔》 飾 少年Stephy
- 2024年：《無用的謊言》 飾 高詠芝
- 2025年：《麻甩媽咪》 飾 顧家寧

### 電影
- 2024年：《我談的那場戀愛》 飾 Yumi
- 2025年：《麻雀女王追男仔》 飾 少女版龍小東

### 雜誌
- 2021年：MilkX Magazine - MILK X DEC EDITORIAL [4]

## 外部連結
- 許寶恆的Instagram帳戶
- 許寶恆的YouTube Channel （页面存档备份，存于）
- 全民造星IV 95號許寶恆Alice簡介 （页面存档备份，存于）
- Makerville - 許寶恆 （页面存档备份，存于）